# Dolní Chvatliny
Dolní Chvatliny är en ort i Tjeckien.   Den ligger i regionen Mellersta Böhmen, i den centrala delen av landet, 50 km öster om huvudstaden Prag. Dolní Chvatliny ligger 291 meter över havet och antalet invånare är 437.
Terrängen runt Dolní Chvatliny är lite kuperad, och sluttar norrut. Runt Dolní Chvatliny är det ganska tätbefolkat, med 52 invånare per kvadratkilometer. Närmaste större samhälle är Kolín, 10,8 km nordost om Dolní Chvatliny. Trakten runt Dolní Chvatliny består till största delen av jordbruksmark.